# Ахолий Солунски
Ахолий или Асхолий (на средногръцки: Ἀχόλιος, Ἀσχόλιος, Ахолиос, Асхолиос) е източноримски духовник, солунски архиепископ от 379 до 384 година. Ахолий оказва силно влияние върху император Теодосий I за налагане на никейското православие като държавна религия в Римската империя. Обявен е за светец.

## Биография
От Ахолий няма запазени текстове. Данните за живота на Ахолий се основават на Василий Велики, Амвросий Медиолански, Инокентий Римски и на историците Сократ Схоластик, Созомен и Теодорит Кирски, както и от писмата на Дамас Римски до Ахолий и на Амвросий до солунчаните и до наследника на Ахолий на епископския престол в Солун. Информация има и в писма 154 и 164 на Василий Велики. В миналото се е смятало, че и писмо 165 на Василий Велики е до Ахолий, но сега се смята, че е изпратено до някой си Юлий Сарон, дук на Скития. На базата на това писмо традиционно се смята, че Ахолий произхожда от Кесария Кападокийска. Според историка Орест Тафрали, който се опира на Луи Пти, Ахолий е от Ахая, защото според Амвросий като малък Ахолий е бил монах там.
Става архиепископ на Солун след средата на IV век, а според някои източници в 379 година или в 380 година.
Ахолий развива дейност в Солун преди да е избран за архиепископ, тъй като източниците казват, че изборът му за архиепископ става с цел да се въдвори мир в града и цяла Македония. Управлението му е в период, в който ересите са във възход – арианите, македониани, аполинариани и други. Ахолий е строго православен и дейността му допринася за утвърждаването на православието в империята. Едновременно с това е и период на варварски нашествия. По време на Готската война в Солун е император Теодосий I, който командва римските войски и който попада под духовното влияние на привърженика на никейското православие Ахолий. В началото на 380 година Теодосий се разболява тежко и както е прието по това време, е кръстен от архиепископ Ахолий. В резултат на 28 февруари 380 година императорът издава известния Солунски едикт, който заповядва на всички поданици на Римската империя да изповядват никейското православие, превръщайки го в държавна религия.
Ахолий първоначално не взима участие в свикания веднага след едикта Втори вселенски събор в столицата Константинопол, но след смъртта на Мелетий Антиохийски и избирането за председател на Григорий Назиански, Ахолий е сред петте най-видни епископи на събора.
По време на управлението на Ахолий, столицата на провинцията Източен Илирик е преместена от Сирмиум в Солун. Действията на Ахолий допринасят за издигане на титлата му в ранг викарий на римския епископ - Дамас Римски нарича наследника на Ахолий, Анисий, викарий.
Умира в 383 или 384 година.
Амвросий Медиолански нарича Ахолий „Стълб на вярата, благодатта и светостта“, а Василий Велики го нарича „Светило на църквата“. Църквата чества светеца на 23 януари.